# Ewelina Sętowska-Dryk
Ewelina Sętowska-Dryk (née le 5 mars 1980 à Puławy) est une athlète polonaise spécialiste du 800 mètres. 

## Biographie

### Palmarès
| Date | Compétition                         | Lieu     | Résultat | Épreuve     | Performance   |
| ---- | ----------------------------------- | -------- | -------- | ----------- | ------------- |
| 2003 | Universiade d'été                   | Daegu    | 7e       | 400 m haies | 57 s 92       |
| 2003 | Universiade d'été                   | Daegu    | 2e       | 4 x 400 m   | 3 min 38 s 17 |
| 2005 | Universiade d'été                   | Izmir    | 5e       | 800 m       | 2 min 02 s 30 |
| 2005 | Universiade d'été                   | Izmir    | 2e       | 4 x 400 m   | 3 min 27 s 71 |
| 2006 | Coupe d'Europe des nations en salle | Liévin   | 2e       | 800 m       | 2 min 02 s 58 |
| 2006 | Championnats du monde en salle      | Moscou   | 6e       | 800 m       | 2 min 02 s 39 |
| 2006 | Championnats d'Europe               | Göteborg | 3e       | 4 x 400 m   | 3 min 27 s 77 |
| 2008 | Coupe d'Europe des nations en salle | Moscou   | 1re      | 800 m       | 2 min 01 s 50 |
| 2008 | Championnats du monde en salle      | Valence  | 6e       | 4 x 400 m   | 3 min 36 s 97 |

### Records
| Épreuve    | Performance   | Lieu  | Date         |
| ---------- | ------------- | ----- | ------------ |
| 800 mètres | 1 min 58 s 96 | Rieti | 27 août 2006 |